# Метляки
Метляки́ (рос. Метляки) — присілок у Воткінському районі Удмуртії, Росія.
Населення становить 40 осіб (2010, 40 у 2002).
Національний склад (2002):
- росіяни — 77 %

Урбаноніми:
- вулиці — Залізнична, Лучна, Нагірна, Садова, Сівенська, Центральна

В селі знаходиться залізнична платформа Метляки.